# 氷川神社 (新座市大和田)
氷川神社（ひかわじんじゃ）は、埼玉県新座市の神社。

## 歴史
創建年代は不明である。二つの説があり、802年（延暦21年）に創建された説と、1200年（正治2年）に創建された説である。前者は隣の普光明寺の記録よるもの、後者は神社明細帳によるものである。いずれの説にしても、鎌倉時代初期までに既に存在していたという点では共通している。
江戸時代に川越街道が整備され、大和田宿が設けられた。ただ宿場は当社から離れたところにあったことから、街の賑わいもそちらに移り、一時衰退してしまった。1803年（享和3年）に普光明寺の協力のもとに本殿等が整備されている。
明治初期、近代社格制度に基づく「村社」に列せられ、1877年（明治10年）に近くの稲荷神社を合祀した。1908年（明治41年）の神社合祀により周辺の30社が合祀された。

## 文化財
- 氷川神社本殿透彫胴羽目彫刻（新座市指定文化財 平成12年3月17日指定）[2]
- 大和田氷川神社はだか神輿（新座市指定無形民俗文化財 平成14年11月1日指定）[3]

## 交通アクセス
- 路線バス新座車庫停留所より徒歩3分。